# 涪江
涪江（ふうこう）は、中華人民共和国の四川省を流れる大きな川で、嘉陵江の支流。
源流は四川省北部のアバ・チベット族チャン族自治州であり、岷山山脈の主峰・雪宝頂の付近、松潘県と九寨溝県の間の分水嶺に発する。涪江は岷山山脈の深い山間を南へ流れ平武県を通り、四川盆地へ出て江油市、涪城区、射洪市、船山区を通り、重慶市合川区で嘉陵江に合流する。
全長は700km、流域面積は3.64万平方km。平武から河口の合川までの552kmは航行可能だが、土砂で川が浅くなった部分もあり水運には困難を伴う部分もあるため、河川改修工事が地元市政府により行われている。また豊富な水量を活用してダムなどを造り、水力発電や四川盆地に対する大規模な灌漑を行う計画（武都引水工程）も1980年代後半以来進んでいる。